# P-braan

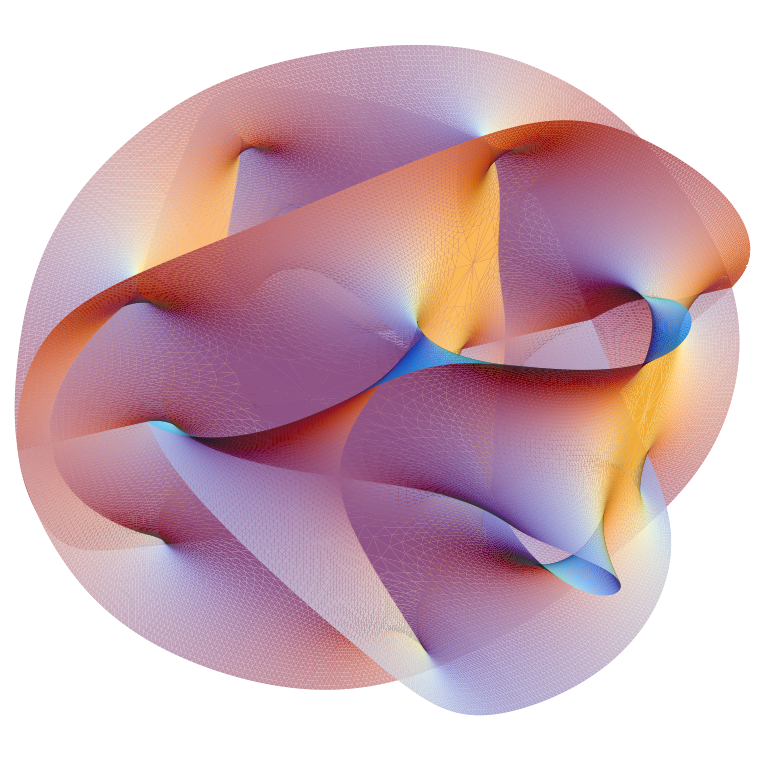
Voorstelling

Een p-braan is een begrip uit de theoretische fysica, meer bepaald uit supergravitatie. Een p-braan is een ruimtelijk uitgestrekt voorwerp met een bepaalde massa en lading, en wordt -net als de meeste objecten die onderzocht worden in de theoretische fysica- bestudeerd louter op basis van de wiskundige eigenschappen van het object. Of p-branen echt bestaan, hangt af van de vraag of supergravitatie een correcte uitbreiding van de fysica is, en hangt dus nauw samen met de vraag of supersymmetrie bestaat. Deze vraag zou (volgens sommige fysici) kunnen beantwoord worden door experimenten in de nieuwe deeltjesversneller in CERN, de Large Hadron Collider.

## Technische informatie
Een p-braan is een oplossing van de veldvergelijkingen van de supergravitatietheorie in kwestie, en beschrijft een massief, geladen object, met ruimtelijke dimensie p, ingebed in een bepaalde achtergrond-ruimte. Net als een zwart gat, heeft een p-braan een horizon, waarin materie kan verdwijnen, maar niet uit kan ontsnappen. Onderzoek naar de eigenschappen van p-branen heeft het bestaan van D-branen onthuld in de snaartheorie. Deze geven een microscopisch beeld van een p-braan, namelijk de bron van de geometrie rondom een p-braan. Het verband tussen p- en D-branen is erg analoog aan het verband tussen elektrisch geladen objecten en elektronen/protonen. De eersten zijn macroscopische objecten, met een meetbare lading etc., terwijl het tweede de microscopische objecten zijn, welke -indien talrijk aanwezig- aanleiding geven tot een macroscopisch object. Meer precies zijn D-branen de solitonische objecten die men als aparte objecten moet toevoegen aan de perturbatieve beschrijving van snaartheorie.